# Rundblättriges Hellerkraut
Das Rundblättrige Hellerkraut oder Rundblättriges Täschelkraut (Noccaea rotundifolia) ist eine Pflanzenart aus der Gattung Täschelkräuter (Noccaea) innerhalb der Familie der Kreuzblütengewächse (Brassicaceae). Es ist eine Charakterart der alpinen Steinschuttgesellschaften und gilt als „Schuttwanderer“.

## Beschreibung

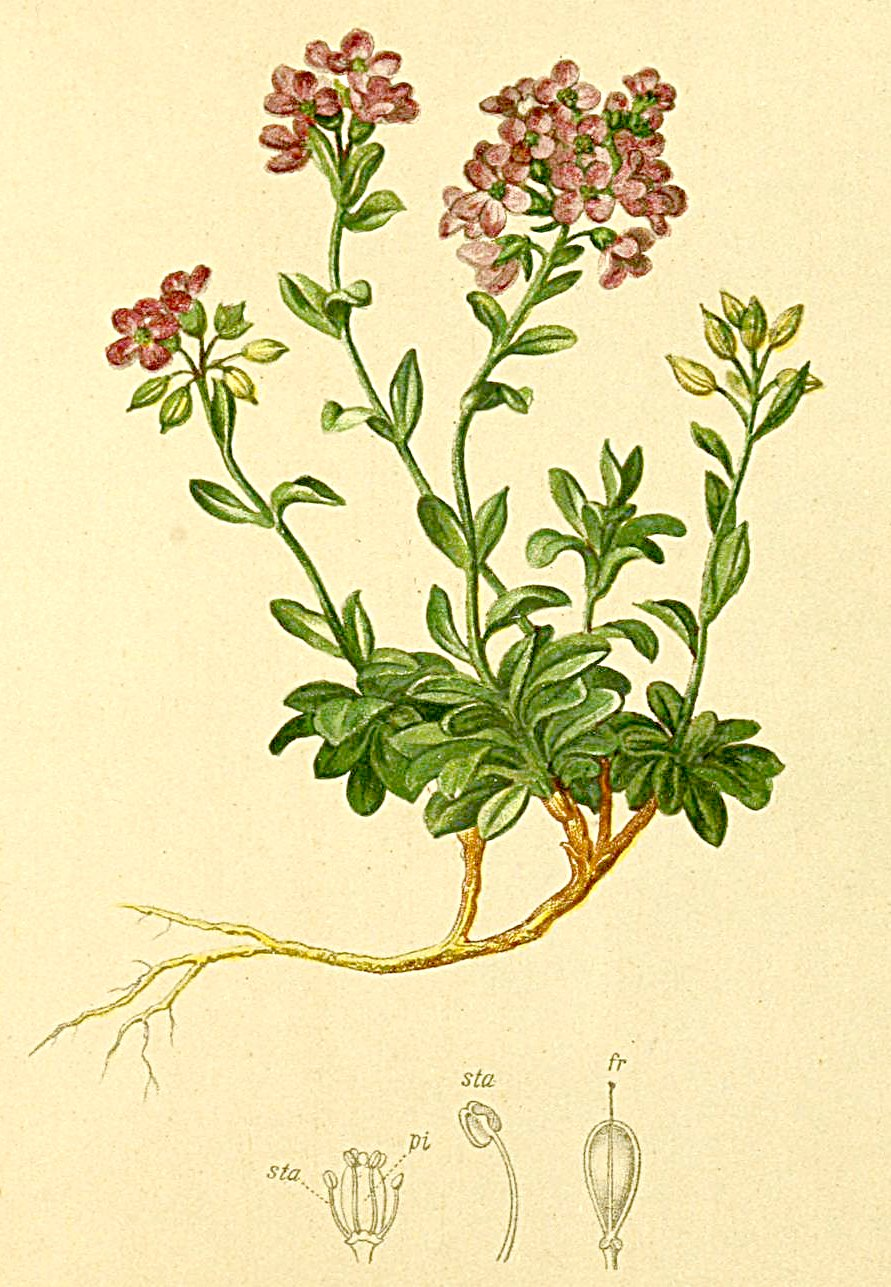
Illustration aus Atlas der Alpenflora

Blütenstand mit den vierzähligen Blüten im Detail

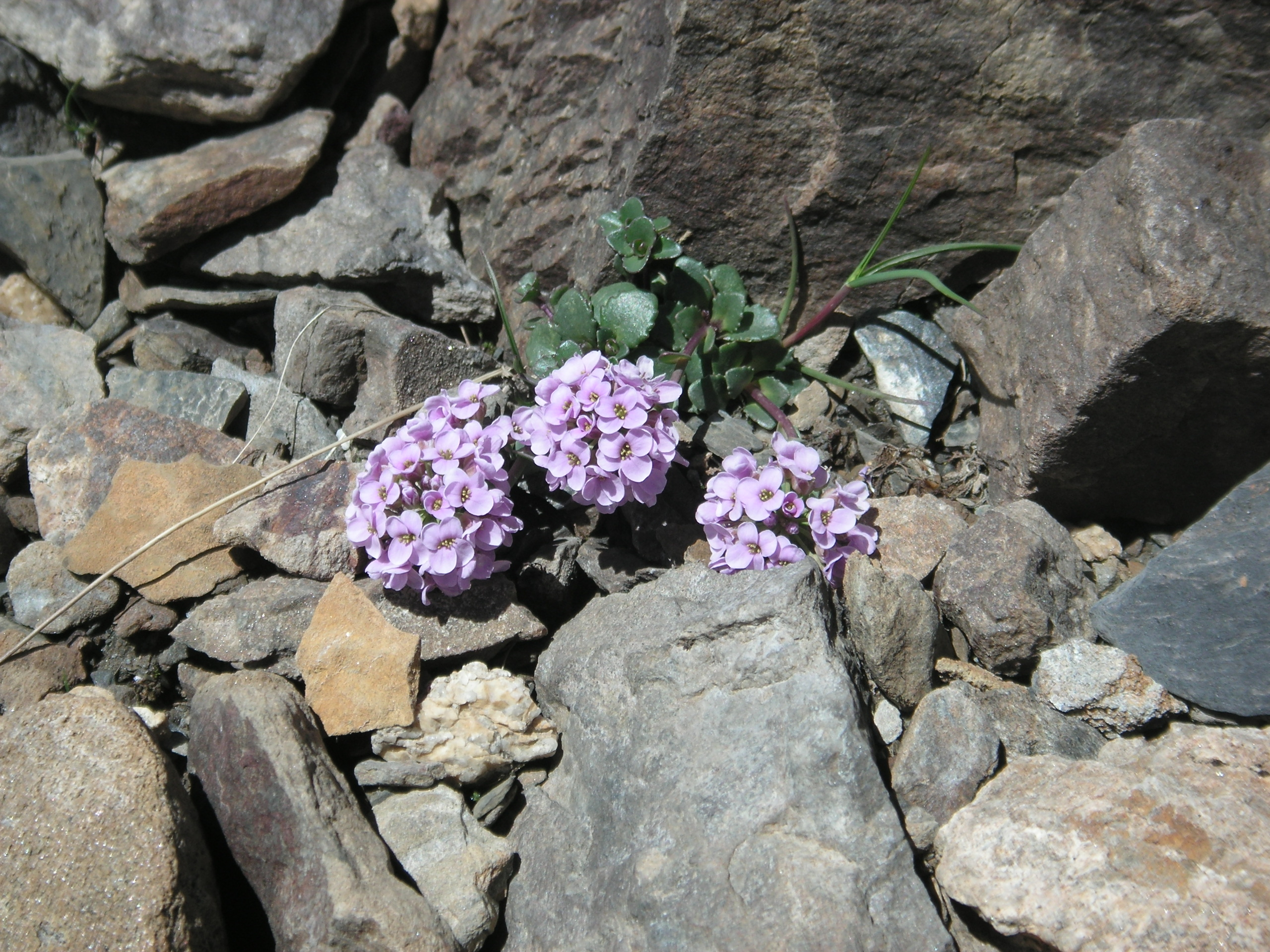
Habitus und Blütenstände im Habitat

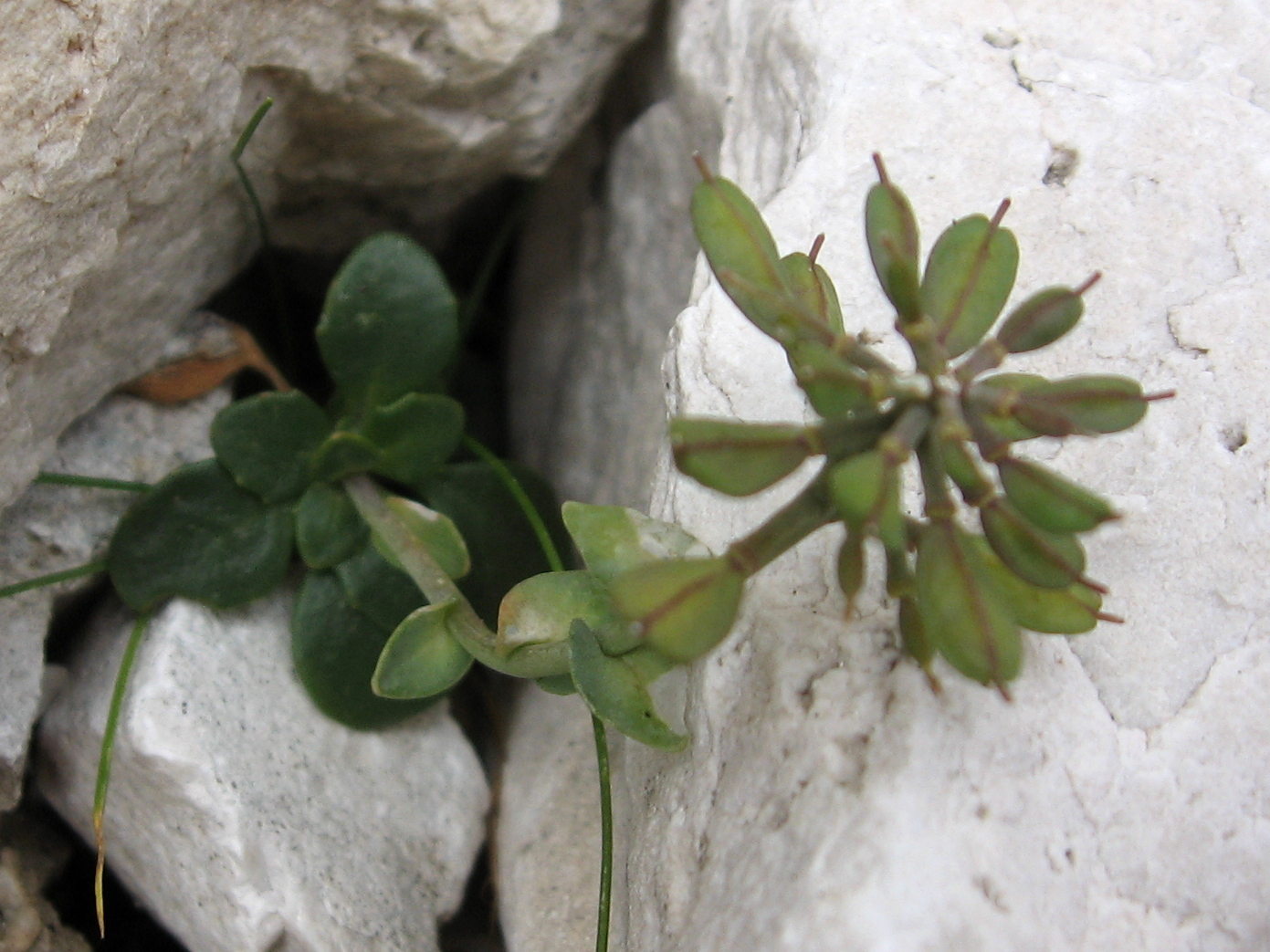
Habitus und Fruchtstand

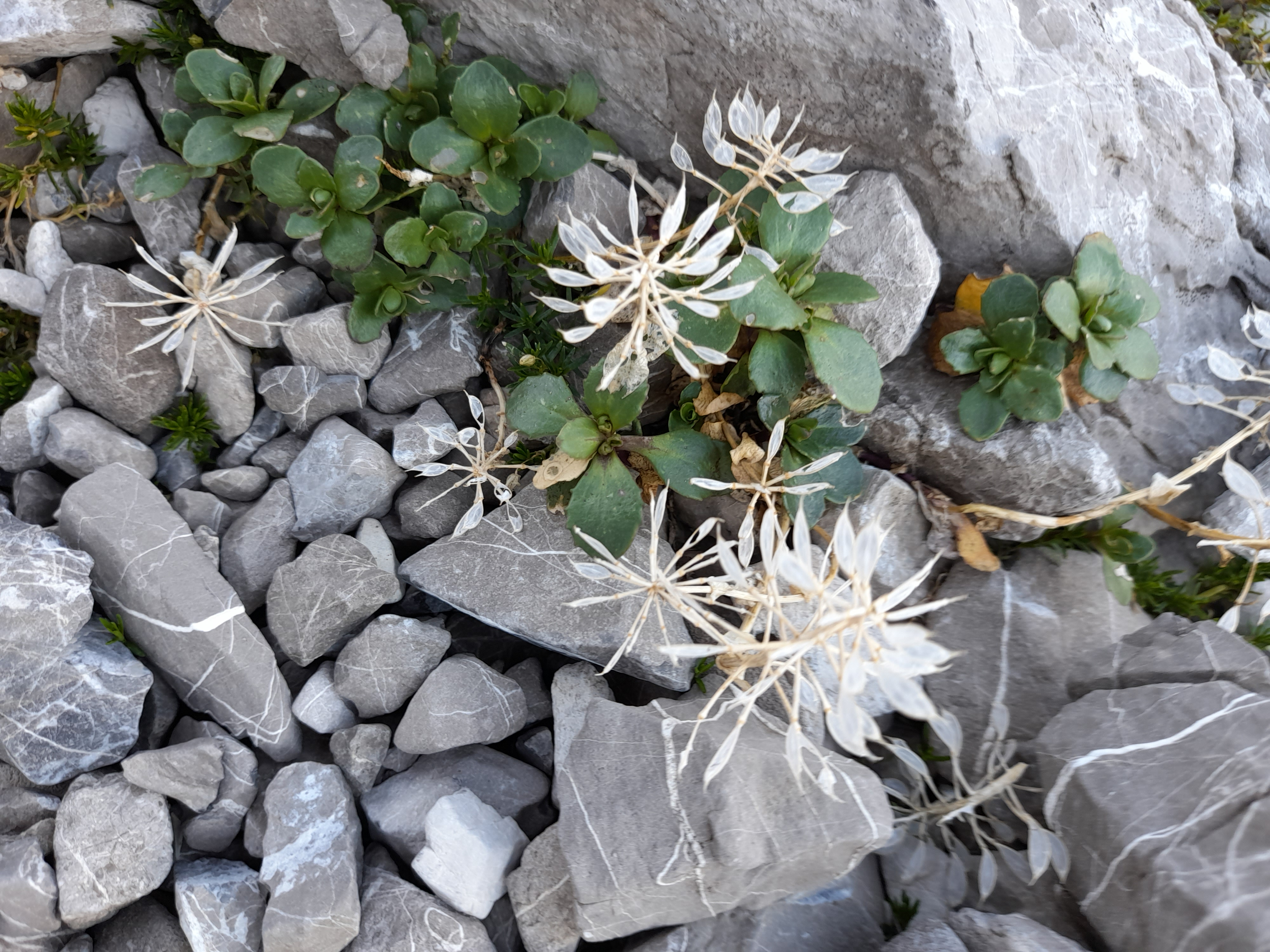
Habitus und Fruchtstand

### Vegetative Merkmale
Das Rundblättrige Hellerkraut wächst als ausdauernde krautige Pflanze und erreicht Wuchshöhen von 3 bis 15 Zentimetern. Sie weist zahlreiche kriechende Stängel auf. Meist bildet sie sterile Blattrosetten und aufrechte Blühtriebe.
Die Laubblätter sind grundständig und am Stängel verteilt angeordnet. Die dunkel- bis bläulich-grüne, etwas fleischige Blattspreite ist bei einer Länge von bis 1,5 Zentimetern rundlich, ganzrandig oder schwach gezähnt und kahl. Die Laubblätter haben einen aromatischen, kresseartigen Geschmack und werden von den Gämsen gerne gefressen, daher auch der Trivialname Gämskress.

### Generative Merkmale
Es werden schon im Herbst Blütenanlagen vorgebildet, deshalb blüht das Rundblättrige Hellerkraut schon gleich nach dem Ausapern. Die Blütezeit reicht von Juni bis September. Die Achse des anfangs doldentraubigen Blütenstandes verlängert sich ein wenig bis zur Fruchtreife.
Die zwittrigen Blüten sind vierzählig. Besonders bei Sonnenschein verströmt die Blüten einen süßen, schweren, an Levkojen erinnernden Duft. Die vier Kelchblätter sind bei einer Länge von 2 bis 3 Millimetern schmal-elliptisch mit stumpfem oberen Ende und oft violett überlaufen. Die vier freien lilafarbenen Kronblätter sind 6 bis 9 Millimeter lang. Ihre Platte ist 2 bis 3 Millimeter breit und am Grund plötzlich in den Nagel verschmälert. Die Staubblätter sind viel kürzer als die Kronblätter. Die Staubbeutel sind gelb.
Die Fruchtstiele sind mehr oder weniger waagrecht abstehend und etwa so lang wie die Schötchen. Das fast ungeflügelte Schötchen ist bei einer Länge von 4 bis 8 Millimetern länglich und scharf gekielt. Jedes Fruchtfach enthält 1 bis 5 Samen. Die hell-braunen Samen sind bei einer Länge von 2 bis 2,5 Millimetern rundlich-ellipsoidisch. Die Samenschale ist oft deutlich punktiert.
Die Chromosomenzahl beträgt 2n = 14.

## Vorkommen
Das Rundblättrige Hellerkraut kommt in der ganzen Alpenregion vor. Man kennt Fundorte von folgenden Ländern: Frankreich, der Schweiz, Italien, Österreich, Deutschland und dem früheren Jugoslawien.
Es gedeiht in Höhenlagen von etwa 1400 bis 3400 Metern (im Kanton Wallis). Häufige Standorte sind Kalkschutthalden. Das Rundblättrige Hellerkraut ist ein Schuttwanderer mit bis 40 Zentimeter tiefer Pfahlwurzel und durch den Schutt kriechenden, unbewurzelten Trieben, die bei Abriss von der Hauptwurzel zugrunde gehen. In sehr beweglichem Schutt ist oft nur noch diese Art zu finden. Noccaea rotundifolia ist namensgebende Charakterart der Steinschuttgesellschaften = Thlaspietum rotundifolii.

## Systematik und Zeigerwerte
Die Erstveröffentlichung erfolgte 1753 unter dem Namen (Basionym) Iberis rotundifolia durch Carl von Linné in Species Plantarum, S. 649. Die Neukombination zu Noccaea rotundifolia (L.) Moench wurde 1802 durch Conrad Moench veröffentlicht. Weitere Synonyme für Noccaea rotundifolia (L.) Moench sind: Hutchinsia rotundifolia (L.) W.T.Aiton, Iberidella rotundifolia (L.) Hook. f., Thlaspi cepaeifolium subsp. grignense Greuter & Burdet, Thlaspi cepaeifolium subsp. rotundifolium (L.) Greuter & Burdet, Thlaspi lerescheanum (Burnat) A.W.Hill, Thlaspi rotundifolium (L.) Gaudin, Thlaspi rotundifolium subsp. rotundifolium (L.) Gaudin, Thlaspi rotundifolium var. lerescheanum Burnat. Das Artepitheton rotundifolia bedeutet rundblättrig.
Je nach Autor gibt es etwa zwei oder mehr Unterarten:
- Noccaea rotundifolia subsp. corymbosa (J.Gay) Jauzein (Syn.: Thlaspi rotundifolium subsp. corymbosum Gremli): Die ökologischen Zeigerwerte nach Landolt et al. 2010 für die Unterart sind in der Schweiz: Feuchtezahl F = 3 (mäßig feucht), Lichtzahl L = 5 (sehr hell), Reaktionszahl R = 3 (schwach sauer bis neutral), Temperaturzahl T = 1 (alpin und nival), Nährstoffzahl N = 2 (nährstoffarm), Kontinentalitätszahl K = 3 (subozeanisch bis subkontinental).[9] Bei manchen Autoren ist es ein Synonym von Thlaspi lerescheanum (Burnat) A.W.Hill = Doldentraubiges Täschelkraut.
- Noccaea rotundifolia subsp. grignensis F.K.Mey (Syn.: Thlaspi grignense (F.K.Mey.) Landolt, Thlaspi cepaeifolium subsp. grignense (F.K.Mey.) Greuter & Burdet): Sie kommt nur in Italien vor.[3]
- Noccaea rotundifolia subsp. intermedia F.K.Mey: Sie kommt in Frankreich, Italien und der Schweiz vor.[3]
- Noccaea rotundifolia (L.) Moench subsp. rotundifolia: Die ökologischen Zeigerwerte nach Landolt et al. 2010 für die Unterart sind in der Schweiz: Feuchtezahl F = 3 (mäßig feucht), Lichtzahl L = 5 (sehr hell), Reaktionszahl R = 5 (basisch), Temperaturzahl T = 1+ (unter-alpin, supra-subalpin und ober-subalpin), Nährstoffzahl N = 2 (nährstoffarm), Kontinentalitätszahl K = 3 (subozeanisch bis subkontinental).[10]